# LM Records
La LM Records è una etichetta discografica indipendente italiana nata a Lido Adriano nel 1981. Inizialmente diretta verso generi musicali legati al punk rock ed alla new wave, si specializzò sempre più nell'heavy metal durante gli anni successivi. Tra le sottoetichette con cui pubblicò album ci furono la Broadbean Records e la Fireball. Dalla metà degli anni '90 l'etichetta cambiò nome in New LM Records.

## Storia

### 1981-1994: LM Records
La LM Records nasce a Lido Adriano, in provincia di Ravenna, nell'omonimo negozio di dischi di Viale Petrarca 421 nel 1981, quando il suo proprietario Luigi Mazzesi iniziò a stampare dischi curando la direzione artistica dell'etichetta chiamata con le sue iniziali. La prima pubblicazione era un 7" dei DO-PO intitolato Rhythm / Oxidization (1981), a cui seguì il 12" della band 2 tone ska bolognese Surprize intitolato Nu-Clear Dance / Empty House (1981). Il primo LP fu invece The Third World War dei SIB, a cui seguirono pubblicazioni di Flo & Andrew, Mickey and the Mouses, Roberto Zabberoni, Plasticost e Central Unit, band del fumettista di Frigidaire Giorgio Carpinteri.
Nel corso del tempo l'etichetta sposterà sempre più le proprie sonorità verso il metal: nel 1985 pubblicò così l'album Forward Into Battle  degli inglesi English Dogs e nel 1986 The Damage Has Been Done  dei forlivesi Rex Inferi. Tra le band prodotte sul finire degli anni '80 vanno ricordate Strana Officina, Sabotage, Texas Chainsaw M., Crying Steel, Flight Charm, Drunkards, Creepin' Death

### 1995-in poi: La Crotalo Edizioni Musicali e la New LM Records
Nel 1995 l'etichetta cambiò nome in New LM Records, pubblicando l'album Il veleno della mente dei Dorian Gray. Furono di questi anni le produzioni dei Klasse Kriminale, Capillary, Paul Chain, Warhead.

### Artisti
- Black Magick
- Broz Ensemble
- Capillary
- Central Unit
- Paul Chain
- Creepin' Death
- Cruentus
- Crying Steel
- Dead Letter Office
- Morgana Delaude
- Do-Po
- Dorian Gray
- Drunkards
- Emicrany
- English Dogs
- Le Figure
- Flight Charm
- Flo & Andrew
- Gene Glamour
- H. Kristal
- Hyaena
- Klasse Kriminale
- Leserfahrt
- M.A.C.E.
- Master Stroke
- Mickey And The Mouses
- Plasticost
- Rabid Duck
- Rex Inferi
- Rude Boys
- S.I.B.
- Sabotage
- Alberto Simonini
- Strana Officina
- Surprize
- Texas Chainsaw M.
- Roberto Zabberoni
- Ruggeri Project
- Witchunters
- White Lilith
- Wrest
- Zephyr